# This Is Alphabeat
This Is Alphabeat er det første studiealbum fra det danske band Alphabeat. Det blev udgivet af Copenhagen Records i 2007.

## Numre
1. "10.000 Nights of Thunder" – 4:23
2. "Fascination" – 3:03
3. "Into the Jungle" – 3:52
4. "What Is Happening?" – 4:23
5. "Rubber Boots / Mackintosh" – 6:13
6. "Boyfriend" – 3:37
7. "Ocean Blue" – 2:56
8. "Fantastic 6" – 3:27
9. "The Hours" – 3:09
10. "Nothing But My Baby" – 4:26
11. "I Can't Let It Down" – Kun udgivet digitalt